# Никольское (село, Тутаевский район)
Никольское — село в Тутаевском районе Ярославской области России. 
В рамках организации местного самоуправления входит в Левобережное сельское поселение, в рамках административно-территориального устройства — является центром Никольского сельского округа.

## География
Расположено в 20 километрах к северо-востоку (по прямой) от центра города Тутаева.
К востоку от села находится озеро Никольское.

## История
Каменная церковь в селе была воздвигнута в 1808 году с двумя престолами: Святой Живоначальной Троицы и Святителя и Чудотворца Николая. 
В конце XIX — начале XX село входило в состав Понгиловской волости Романово-Борисоглебского уезда Ярославской губернии.
С 1929 года село являлось центром Никольского сельсовета Тутаевского района, с 2005 года — в составе Левобережного сельского поселения.

## Население
| 1859 | 1914 | 2002 | 2007 | 2010 |
| ---- | ---- | ---- | ---- | ---- |
| 145  | ↗160 | ↗313 | ↗322 | ↘286 |

Согласно результатам переписи 2002 года, в национальной структуре населения русские составляли 99 % от всех жителей.

## Инфраструктура
В селе расположены Никольская основная школа (открыта в 1983 году), фельдшерско-акушерский пункт, дом культуры, отделение почтовой связи.